# مناطق إندونيسيا
هذه قائمة ببعض مناطق إندونيسيا. تعرف العديد من المناطق في القانون أو اللوائح من قبل الحكومة المركزية. في أوقات مختلفة من تاريخ إندونيسيا، تصنف الأمة على أنها تضم مناطق لا ترتبط بالضرورة بالجغرافيا الإدارية أو الطبيعية الحالية لأراضي الأمة.

## المكونات الجغرافية

مناطق إندونيسيا وفقًا للمواصفة ISO 3166-2:ID

وفقًا لمعيار ISO 3166-2:ID، تنقسم إندونيسيا إلى سبع مكونات جغرافية، ويحوي كل مكون على جزر رئيسية أو مجموعة جزر. وهذه المكونات الجغرافية هي كما يلي:
| الرمز | المكون الجغرافي   | المحافظات | التعداد السكاني (منتصف 2022) | أكبر مدينة | اعلى إرتفاع           |
| ----- | ----------------- | --- | ---------------------------- | ---------- | --------------------- |
| ID-Sm | سومطرة            | - آتشيه - بانغكا بيليتوتغ - بنغكولو - جمبي - لامبونغ - رياو - جزر رياو - غرب سومطرة (سومطرة بارات) - سومطرة الجنوبية (سومطرة سيلتان) - سومطرة الشمالية (سومطرة أوتارا) | 59,977,300                   | ميدان      | جبل كيرينسي 3,805 م   |
| ID-JW | جاوة              | - بنتن - جاكرتا - غرب جاوة (جاوة بارات) - جاوة الوسطى (جاوة تنغاه) - شرق جاوة (جاوة تيمور) - يوجياكرتا                                                                 | 154,282,100                  | جاكرتا     | جبل سيمرو 3,678 م     |
| ID-KA | كليمنتان          | - كالمنتان الشمالية - كليمنتان الجنوبية - كالمنتان الوسطى - كالمنتان الشرقية - كالمنتان الغربية                                                                        | 17,052,200                   | ساماريندا  | جبل بوكيتي ريا 2,278م |
| ID-NU | جزر سوندا الصغرى  | - بالي - لومبوك - سومباوا - فلوريس - سومبا - تيمور - أرخبيل ألور - جزر بارات دايا - جزر تينيمبار                                                                       | 15,355,100                   | دنباسار    | جبل رينجاني 3,726م    |
| ID-SL | سولاوسي           | - سولاوسي الجنوبية - غرب سولاوسي - سولاوسي الوسطى - سولاوسي الجنوبية الشرقية - غورونتالو (مدينة) - سولاوسي الشمالية                                                    | 20,304,400                   | ماكاسار    | جبل لتيموجونغ 3,478م  |
| ID-ML | جزر الملوك        | - مقاطعة مالوكو الشمالية - مقاطعة مالوكو | 3,201,000                    | أمبون      | جبل بينايا 3,027م     |
| ID-PP | غرب غينيا الجديدة | - بابوا (إيريان جايا)، - غرب بابوا (غرب إيريان جايا)، - بابوا الجنوبية - بابوا الوسطى - بابوا الجبلية - بابوا الجنوبية الغربية                                         | 5,601,900                    | جايابورا   | بونتشاك جايا 4,884م   |

## شرق وغرب إندونيسيا

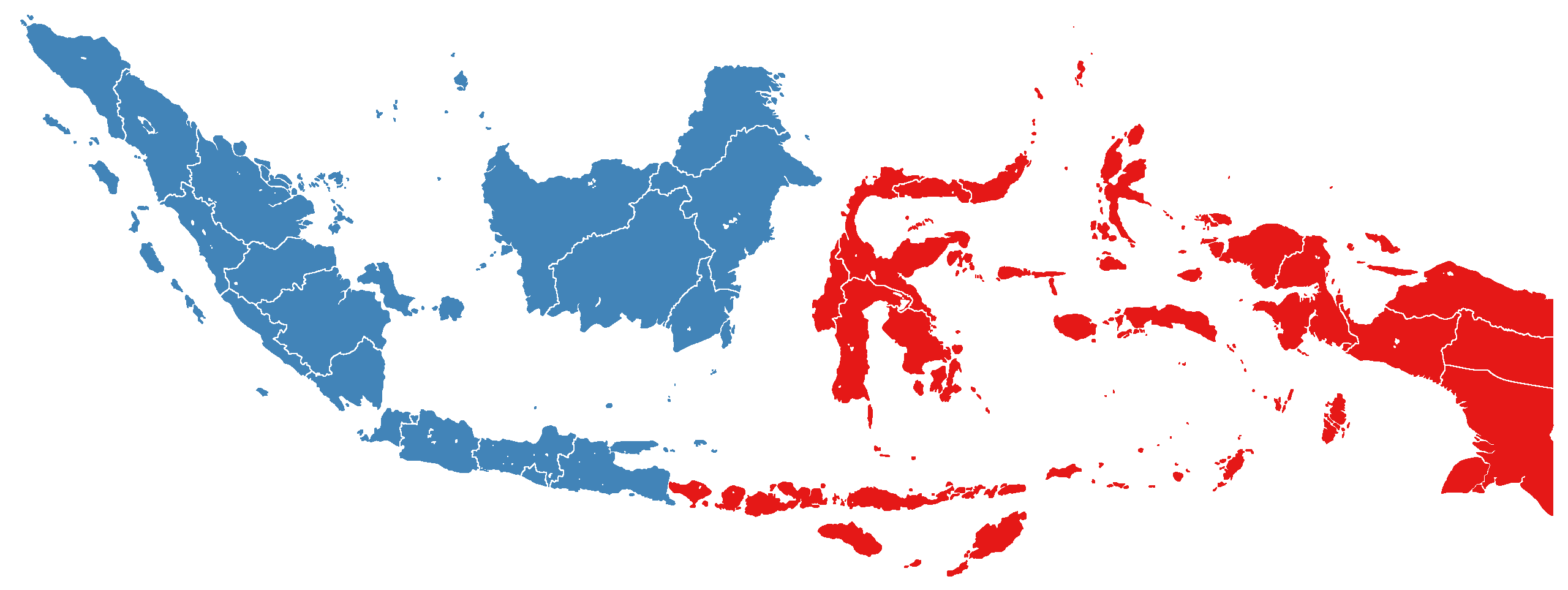
غرب وشرق إندونيسيا

خلال الفترة الأخيرة من الحقبة الاستعمارية الهولندية، كانت المنطقة الواقعة شرق جاوة وكاليمانتان تُعرف باسم الشرق الكبير وعُرفت فيما بعد باسم شرق إندونيسيا . في 24 ديسمبر 1946، تشكلت دولة شرق إندونيسيا لتغطي نفس المنطقة (باستثناء غرب غينيا الجديدة ). كانت جزءًا من الولايات المتحدة الإندونيسية، وحلت في جمهورية إندونيسيا الموحدة في 17 أغسطس 1950.  حاليًا، يتكون شرق إندونيسيا من 17 مقاطعة وهي: بالي، نوسا تينجارا الشرقية، نوسا تينجارا الغربية، سولاويزي الوسطى، جورونتالو، سولاويزي الشمالية، سولاويزي الجنوبية، جنوب شرق سولاويزي، سولاويزي الغربية، مالوكو، شمال مالوكو، بابوا الوسطى، مرتفعات بابوا، بابوا الجنوبية، وجنوب غرب بابوا، وبابوا الغربية. وفي الوقت نفسه، تُعرف المنطقة التي تضم المقاطعات الـ 21 الأخرى في سومطرة وجاوة وكاليمانتان باسم غرب إندونيسيا.

## مناطق التنمية
وفقًا للوكالة الوطنية لتخطيط التنمية، تنقسم إندونيسيا إلى أربع مناطق تنموية رئيسية، تقود كل منها المدن الرئيسية وهي ميدان، وجاكرتا، وسورابايا، وماكاسار .   

أربع مناطق تنمية رئيسية في إندونيسيا

| منطقة التطوير الرئيسية                                    | وسط المدينة | منطقة التنمية            | المقاطعة (المقاطعات)                                                                                       |
| --------------------------------------------------------- | ----------- | ------------------------ | --- |
| المنطقة التنموية الرئيسية أ (Wilayah Pembangunan Utama A) | ميدان       | المنطقة التنموية I       | آتشيه وشمال سومطرة                                                                                         |
| المنطقة التنموية الرئيسية أ (Wilayah Pembangunan Utama A) | ميدان       | المنطقة التنموية الثانية | رياو، وجزر رياو، وسومطرة الغربية                                                                           |
| منطقة التطوير الرئيسية ب (Wilayah Pembangunan Utama B)    | جاكرتا      | المنطقة التنموية الثالثة | جزر بانجكا بيليتونج وبنجكولو وجامبي وسومطرة الجنوبية                                                       |
| منطقة التطوير الرئيسية ب (Wilayah Pembangunan Utama B)    | جاكرتا      | المنطقة التنموية الرابعة | لامبونج، بانتن، جاوة الوسطى، منطقة العاصمة الخاصة جاكرتا، منطقة يوجياكرتا الخاصة، وجاوة الغربية            |
| منطقة التطوير الرئيسية ب (Wilayah Pembangunan Utama B)    | جاكرتا      | المنطقة التنموية الخامسة | كاليمانتان الغربية                                                                                         |
| منطقة التطوير الرئيسية ج (Wilayah Pembangunan Utama C)    | سورابايا    | المنطقة التنموية السادسة | جاوة الشرقية وبالي                                                                                         |
| منطقة التطوير الرئيسية ج (Wilayah Pembangunan Utama C)    | سورابايا    | المنطقة التنموية السابعة | كاليمانتان الوسطى، كاليمانتان الشرقية، كاليمانتان الشمالية، وكاليمانتان الجنوبية                           |
| منطقة التطوير الرئيسية د (Wilayah Pembangunan Utama D)    | ماكاسار     | المنطقة التنموية الثامنة | شرق نوسا تينجارا، ونوسا تينجارا الغربية، وسولاويزي الجنوبية، وجنوب شرق سولاويزي، وسولاويزي الغربية         |
| منطقة التطوير الرئيسية د (Wilayah Pembangunan Utama D)    | ماكاسار     | المنطقة التنموية التاسعة | سولاويزي الوسطى، جورونتالو، وسولاويزي الشمالية                                                             |
| منطقة التطوير الرئيسية د (Wilayah Pembangunan Utama D)    | ماكاسار     | المنطقة التنموية العشر   | مالوكو ومالوكو الشمالية وبابوا الوسطى ومرتفعات بابوا وبابوا وبابوا الجنوبية وجنوب غرب بابوا وبابوا الغربية |

## أنظر أيضا
- قائمة مناطق فيتنام
- مناطق تايلاند
- تقسيمات اندونيسيا

## ملحوظات
1. ↑  Ricklefs 2008، صفحات 362, 374.
2. ↑  Media، Kompas Cyber (6 مارس 2012). "13 Provinsi di Indonesia Timur Gelar Konsultasi Regional - Kompas.com". مؤرشف من الأصل في 2023-04-24.
3. ↑  Agency، ANTARA News. "BI Catat Bali Raih Inflasi Terendah KTI - ANTARA News Bali". مؤرشف من الأصل في 2023-04-24.
4. ↑  "Bawaslu Siap Kelola Keuangan Pilkada 2018 Secara Akuntabel - Badan Pengawas Pemilihan Umum Republik Indonesia". bawaslu.go.id. مؤرشف من الأصل في 2023-04-26.
5. ↑  Badan Riset dan Inovasi Nasional Republik Indonesia (19 مارس 2021). "Sosialisasi dan Bimtek Indeks Daya Saing Daerah untuk Kawasan Barat Indonesia (Sumatera, Jawa dan Kalimantan) | Berita - Index Daya Saing Daerah (IDSD)". Indeks-inovasi.brin.go.id. مؤرشف من الأصل في 2023-04-26. اطلع عليه بتاريخ 2022-04-23.
6. ↑  "26. Z. Irian Jaya". bappenas.go.id (Word DOC) (بالإندونيسية). Archived from the original on 2022-09-23.
7. ↑  Geografi. ISBN:9789797596194. مؤرشف من الأصل في 2023-04-05.
8. ↑  Geografi: Jelajah Bumi dan Alam Semesta. ISBN:9789799281623. مؤرشف من الأصل في 2023-04-24.